# Tobes (Burgos)
Tobes es una localidad del municipio burgalés de Valle de las Navas, en la Comunidad Autónoma de Castilla y León (España). 
La iglesia está dedicada a san Miguel Arcángel.

## Localidades limítrofes
Confina con las siguientes localidades:
- Al noreste con Melgosa.
- Al sureste con Temiño.
- Al sur con Robredo-Temiño.
- Al oeste con La Molina de Ubierna.
- Al noroeste con Cobos junto a la Molina.

## Demografía
Evolución de la población
| Gráfica de evolución demográfica de Tobes entre 2000 y 2017        |
|                                                                    |
| Población de derecho (2000-2017) según el padrón municipal del INE |